# Балкенкройц
Балкенкройц (нем. Balkenkreuz) — опознавательный знак Вермахта (германских вооружённых сил) и различных его подразделений в годы Второй мировой войны. Использовался в «Heer» (сухопутные войска), Люфтваффе (ВВС) и Кригсмарине (ВМФ). Является стилизацией тевтонского креста и креста Святого Николая.

## Этимология

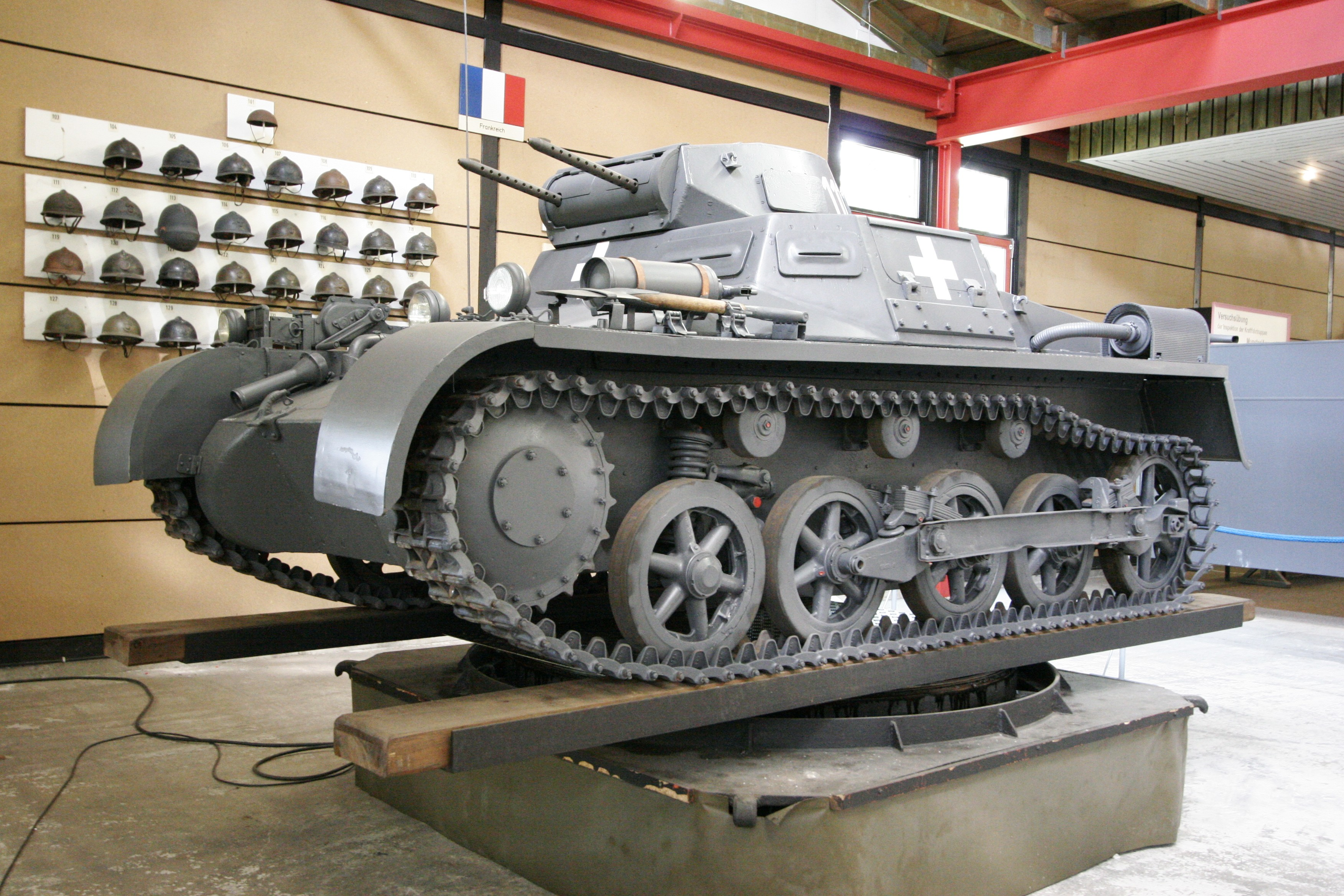
Танк Panzer I в музее, с нанесенным опознавательным знаком «белый крест», использовавшемся во время Польской кампании 1939 года

Балкенкройц часто переводится как «балканский крест», однако он не имеет ничего общего с Балканами. «Балканский крест» на немецком будет «Balkankreuz». А «Balken» — деревянная балка, брус или перекладина. Поэтому правильный перевод с немецкого — «балочный крест». Данная ошибка распространена как в русском, так и в английском языках.

## История
Был впервые принят в Luftstreitkräfte (Имперских военно-воздушных силах Германии) в середине апреля 1918 года, примерно за неделю до смерти Манфреда фон Рихтгофена, и использовался вплоть до конца Первой мировой войны. В директиве «IdFlieg» (комитета, который курировал военную авиацию и был частью «Luftstreitkräfte») от 20 марта 1918 года для всех производителей было установлено, что новая эмблема должна быть введена в использование до 15 апреля 1918 года.

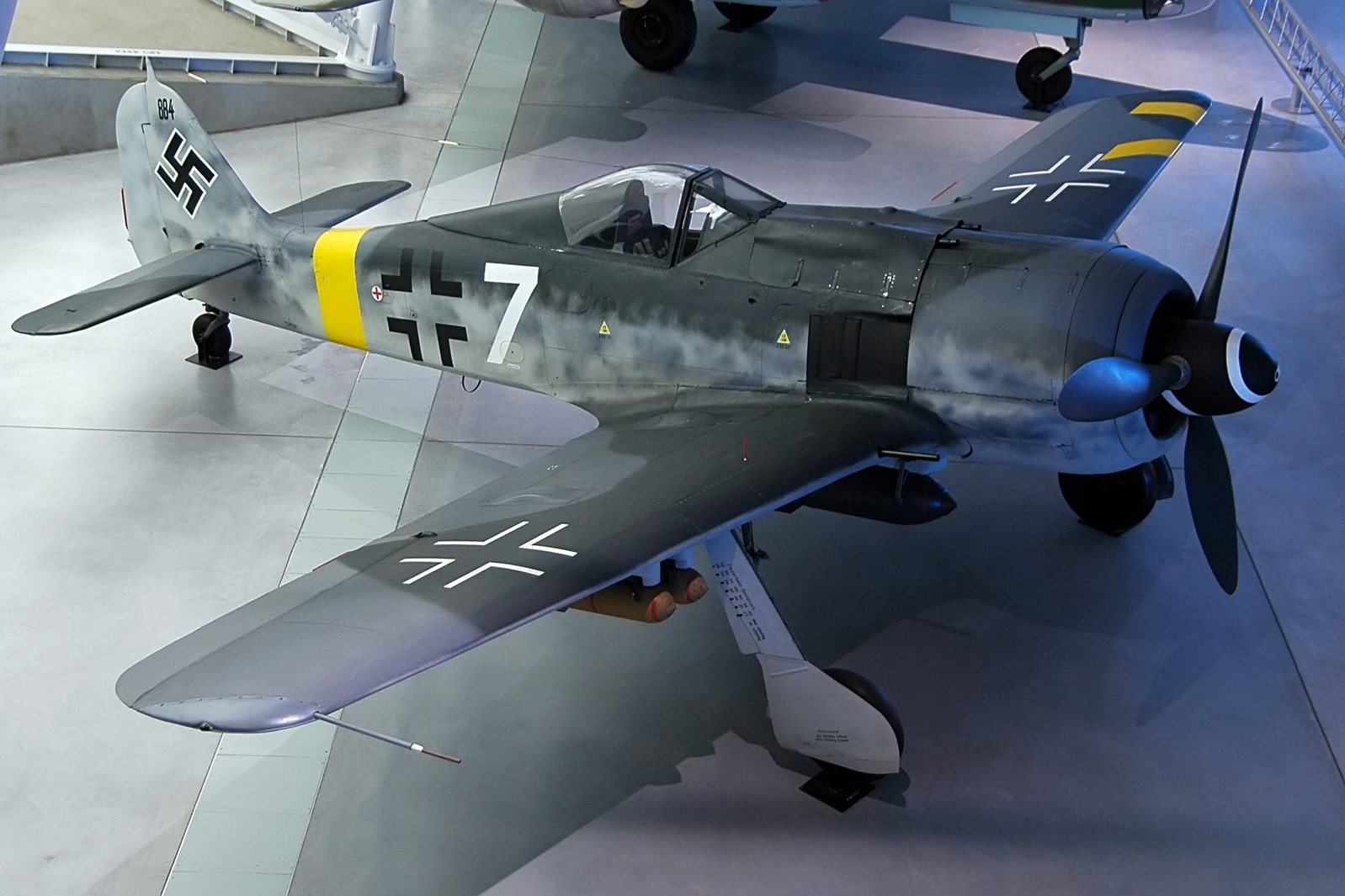
Достоверно восстановленный «Смитсоновский» истребитель FW-190F, демонстрирует оба вида креста с «уменьшенной видимостью» (чёрный и белый)

Использование «балкенкройца» (с новыми стандартными размерами) возобновилось с появлением Люфтваффе нацистской Германии в 1935 году, как часть новых германских вооружённых сил — Вермахта, — основанных в середине марта 1935 года. На немецкой бронетехнике во время вторжения в Польшу использовался обычный белый крест. Однако стало очевидно, что эти заметные знаки использовались противотанковой обороной противника в качестве прицельного средства (такой же опыт, с бросающейся в глаза маркировкой, повторили американские войска с огромной белой звездой, которая служила опознавательным знаком для их танков и авиации). В итоге, после Польской кампании, в белый крест вставили черный крест, и уже к началу операции «Везерюбунг» — крест с чёрной центральной частью и белой «окантовкой», который использовали в Люфтваффе, стал базовым опознавательным знаком немецкой бронетехники до конца войны.

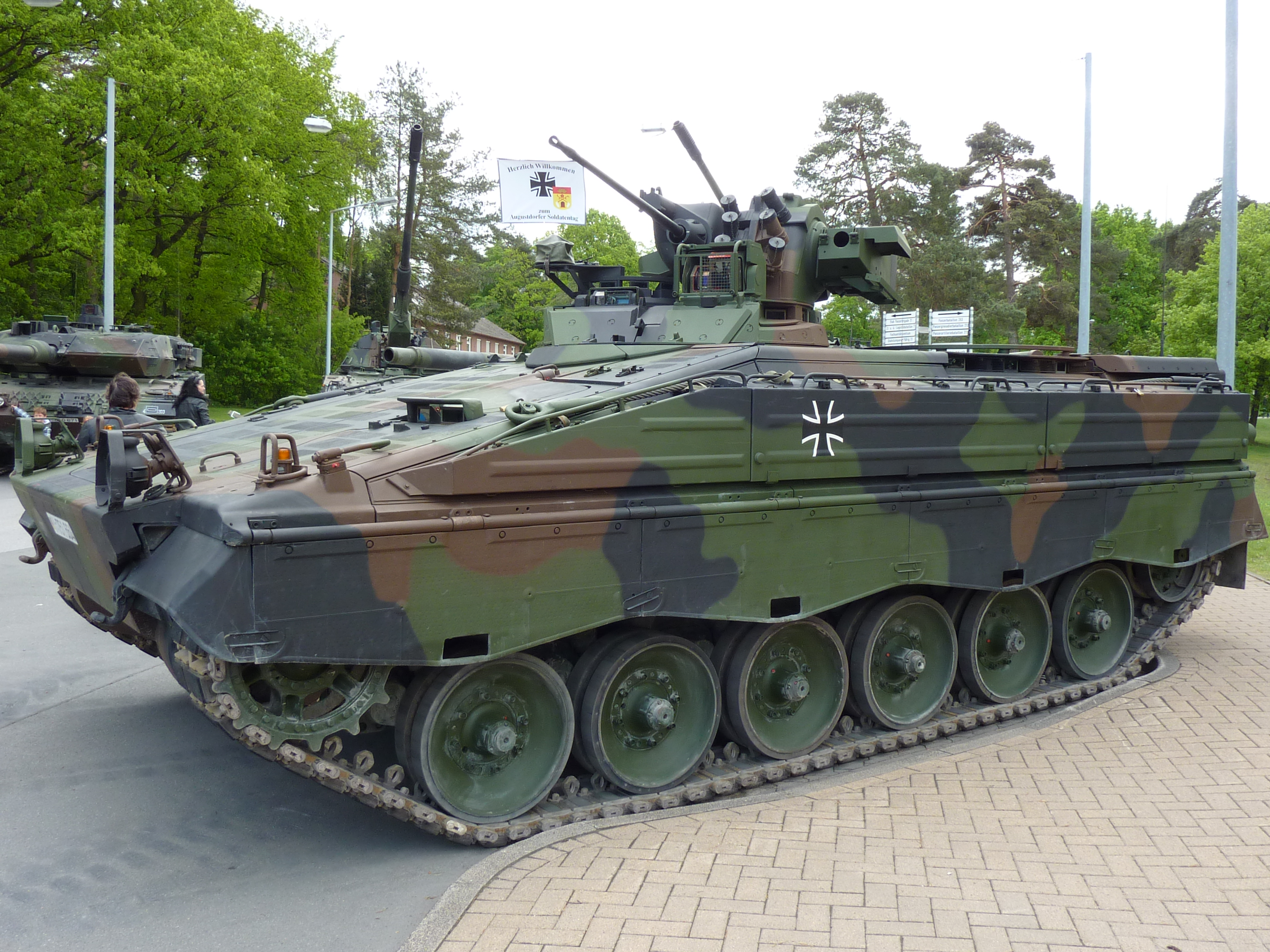
Современный крест Бундесвера, нанесённый на БМП «Marder»

Люфтваффе использовали две спецификации для «балкенкройца»: первый с узкими белыми «окантовками» на верхних поверхностях крыла — до июля 1939 года, он использовался на всех шести обычных позициях на корпусе самолёта. И второй с более широкими белыми «окантовками», но с той же шириной (на 25 % больше длины из конца в конец для обеих версий) центральной чёрной части креста, внизу крыльев и на боковинах фюзеляжа, который использовался немецкой военной авиацией в течение войны.

Варианты «балкенкройца», использовавшиеся в течение Второй мировой войны

В конце войны «балкенкройц» все чаще окрашивался без чёрной центральной части, использовался лишь квартет прямоугольных «окантовок» для снижения его видимости — «окантовки» могли быть как белыми, так и чёрными, узкими или широкими, формируя размер креста.

## Дальнейшее использование
Вариация изображения железного креста на технике используется в нынешних вооруженных силах Германии — Бундесвере. Крест унаследовал белые (или других светлых цветов) «окантовки» от старого «балкенкройца», которые не соединяются на концах четырёх «флангов». Крест расширяется от центра к краям «флангов», унаследовав свою форму скорее от тамплиерского креста ранней Германской империи, а не от того креста, который использовался в кайзеровской армии с 1916 по март 1918 года.